# David di Tommaso
David di Tommaso (ur. 6 października 1979 w Échirolles, zm. 29 listopada 2005 w De Meern) – francuski piłkarz, który występował na pozycji obrońcy.

## Kariera klubowa
Di Tommaso rozpoczął swoją piłkarską karierę w klubie AS Monaco w sezonie 1998/1999. W Division 1 zadebiutował 16 stycznia 1999 w zremisowanym 1:1 meczu z RC Lens. W 2000 roku wraz z klubem zdobył mistrzostwo Francji oraz Superpuchar Francji. Na początku 2001 roku odszedł do CS Sedan, także grającego w Division 1. 17 marca 2001 w przegranym 1:4 pojedynku z FC Nantes strzelił swojego pierwszego gola w tych rozgrywkach. W sezonie 2002/2003 wraz z zespołem zajął przedostatnie 19. miejsce w lidze i spadł z nim do Ligue 2.
W 2004 roku di Tommaso został zawodnikiem holenderskiego klubu FC Utrecht. W Eredivisie zadebiutował 14 sierpnia 2004 w przegranym 2:3 meczu z NAC Breda, a 21 sierpnia 2005 w przegranym 1:2 spotkaniu z AZ Alkmaar zdobył swoją jedyną bramkę w tej lidze. Ostatni mecz przed śmiercią di Tommaso rozegrał 27 listopada 2005 w ramach rozgrywek Eredivisie przeciwko Ajaksowi (1:0).
| Sezon   | Klub       | Kraj     | Rozgrywki            | Mecze | Gole |
| ------- | ---------- | -------- | -------------------- | ----- | ---- |
| 1998/99 | AS Monaco  | Francja  | Division 1           | 4     | 0    |
| 1999/00 | AS Monaco  | Francja  | Division 1           | 7     | 0    |
| 2000/01 | AS Monaco  | Francja  | Division 1           | 3     | 0    |
| 2000/01 | CS Sedan   | Francja  | Division 1           | 7     | 1    |
| 2001/02 | CS Sedan   | Francja  | Division 1           | 24    | 0    |
| 2002/03 | CS Sedan   | Francja  | Ligue 1              | 19    | 1    |
| 2003/04 | CS Sedan   | Francja  | Ligue 2              | 26    | 1    |
| 2004/05 | FC Utrecht | Holandia | Eredivisie           | 31    | 0    |
| 2005/06 | FC Utrecht | Holandia | Eredivisie           | 13    | 1    |
|         |            |          | Łącznie w Ligue 1    | 64    | 2    |
|         |            |          | Łącznie w Ligue 2    | 26    | 1    |
|         |            |          | Łącznie w Eredivisie | 44    | 1    |

## Kariera reprezentacyjna
Di Tommaso grał w reprezentacji Francji U-17 oraz U-21. Z tą drugą wziął udział w Mistrzostwach Europy 2002. Zagrał na nich w dwóch meczach, a Francja zajęła 2. miejsce w turnieju.

## Śmierć
29 listopada 2005 Di Tommaso zmarł we śnie, w swoim domu w De Meern. Przyczyną zgonu była niewydolność serca. Piłkarz osierocił syna Noah i zostawił żonę Audrey.